# Robbie Hucker
Robbie Hucker, né le 13 mars 1990 à Bendigo, est un coureur cycliste australien.

## Palmarès sur route

### Par années
- 2013
  - 2e du Tour de Tasmanie
  - 3e de la Baw Baw Classic
- 2015
  - 2e du Tour de Southland
- 2016
  - Tour de Taïwan :
    - Classement général
    - 5e étape

  - 3e de la Melbourne to Warrnambool Classic
- 2017
  - 2e du Hong Kong Challenge
- 2018
  - 2e étape du Tour de Taïwan
- 2019
  - Tour de l'Ijen

### Classements mondiaux
| Année                                 | 2013 | 2014 | 2015 | 2016 | 2017  | 2018 | 2019  | 2020  |
| ------------------------------------- | ---- | ---- | ---- | ---- | ----- | ---- | ----- | ----- |
| Classement mondial                    |      |      |      | 376e | 526e  | 543e | 1069e | 1320e |
| UCI Europe Tour                       | nc   | nc   | nc   | nc   | 1055e | nc   |       |       |
| UCI Asia Tour                         | 179e | nc   | nc   | 51e  | 60e   | 39e  |       |       |
| UCI Oceania Tour                      | nc   | nc   | nc   | 32e  | 52e   | nc   | 60e   | 73e   |
|                                       |      |      |      |      |       |      |       |       |
| Légende : nc = non classéSource : UCI |      |      |      |      |       |      |       |       |

## Palmarès en VTT
- 2006
  - 3e du championnat d'Australie de cross-country cadets
- 2007
  - 3e du championnat d'Australie de cross-country juniors
- 2012
  -  Champion d'Australie de cross-country espoirs